# かしやまとしゆき
かしやま としゆき（本名・樫山 聡之（かしやま としゆき））は、日本の男性アニメーション演出家である。

## 経歴
スタジオブーメラン出身。現、スタジオ・ルナ代表取締役。

## 主な参加作品

### テレビアニメ
- わたしとわたしふたりのロッテ（1991年、動画）
- 機動武闘伝Gガンダム（1993年、動画）
- それいけ!アンパンマン（絵コンテ・演出・原画）
- 怪盗セイント・テール（1995年、原画）
- 名探偵コナン（1996年‐、原画）
- 赤ちゃんと僕（1996年、原画）
- ぶぶチャチャ（1999年、演出）
- メダロット（2000年、絵コンテ・演出）
- キョロちゃん（2000年、演出）
- だいすき! ぶぶチャチャ（2001年、絵コンテ・演出）
- おねがいティーチャー（2002年、絵コンテ・演出）
- ポケットモンスター サイドストーリー（2002年、演出）
- コロッケ!（2003年、絵コンテ・演出）
- 冒険遊記プラスターワールド（2003年、絵コンテ・演出）
- うたわれるもの（2006年、絵コンテ・演出）
- シルクロード少年 ユート（2006-2007年、助監督・２D演出）
- シュガーバニーズ（2007年、絵コンテ・演出）
- ひだまりスケッチ（2007年、原画）
- チーズスイートホーム（2008年、絵コンテ・演出）
- たまごっち!シリーズ
  - たまごっち! （2009年-2012年、演出）
  - たまごっち! ゆめキラドリーム （2012年‐2013年、絵コンテ）
  - たまごっち! みらくるフレンズ （2013年-2014年、絵コンテ）
  - GO-GO たまごっち!（2014年、絵コンテ）
- あらしのよるに ひみつのともだち（2012年、絵コンテ）

### 劇場アニメ
- 昆虫物語 みつばちハッチ〜勇気のメロディ〜（2010年、助監督・絵コンテ）